# 無綫電視新聞報道

《新聞報道》舊開場片頭

《新聞報道》是香港電視廣播有限公司新聞及資訊部製作的新聞節目，於無綫新聞台播放。
香港其他電視新聞台同類節目有HOY資訊台的《有線新聞》和now新聞台的《Now新聞報道》。

### 播出時間表
紅字代表直播一節《新聞報道》，藍字則代表不播放《新聞報道》，粗體表示一般情况下與明珠台聯播。括號表示特別調動下，在非平日時段播出之安排。
| 時間  | 播放形式            | 播放形式            | 播放形式            | 播放形式            | 拍攝位置 |
| 時間  | 星期一至五          | 星期一至五          | 星期六              | 星期日              | 拍攝位置 |
| 時間  | 港股交易日          | 公眾假期            | 星期六              | 星期日              | 拍攝位置 |
| 09:00 | 直播                | 直播                | 直播                | 直播                | 新聞台直播室主播台中間 |
| 09:30 | 直播                | 直播                | 直播                | 直播                | 新聞台直播室主播台中間 |
| 10:00 | 直播                | 直播                | 直播                | 直播                | 新聞台直播室主播台中間 |
| 10:30 | 直播                | 直播                | 直播                | 直播                | 新聞台直播室主播台中間 |
| 11:00 | 直播                | 直播                | 直播                | 直播                | 新聞台直播室主播台中間 |
| 11:30 | 直播                | 直播                | 直播                | 直播                | 新聞台直播室主播台中間 |
| 12:00 | 午間新聞            | 午間新聞            | 午間新聞            | 午間新聞            | 新聞台直播室主播台中間 |
| 12:30 | 午間新聞            | 午間新聞            | 午間新聞            | 午間新聞            | 新聞台直播室主播台中間 |
| 13:00 | 直播                | 直播                | 直播                | 直播                | 新聞台直播室主播台中間 |
| 13:30 | 直播                | 直播                | 直播                | 直播                | 新聞台直播室主播台中間 |
| 14:00 | 直播                | 直播                | 直播                | 直播                | 新聞台直播室主播台中間 |
| 14:30 | 直播                | 直播                | 直播                | 直播                | 新聞台直播室主播台中間 |
| 15:00 | 直播                | 直播                | 直播                | 直播                | 新聞台直播室主播台中間 |
| 15:30 | 直播                | 直播                | 直播                | 直播                | 新聞台直播室主播台中間 |
| 16:00 | 直播                | 直播                | 直播                | 直播                | 新聞台直播室主播台中間 |
| 16:30 | 直播                | 直播                | 直播                | 直播                | 新聞台直播室主播台中間 |
| 17:00 | 直播                | 直播                | 直播                | 直播                | 新聞台直播室主播台 （一至五17:30-19:30、 六、日17:00-20:00） 新聞台直播室主播台左邊 （一至五17:00-17:30、六、日20:00-20:30） |
| 17:30 | 直播                | 直播                | 直播                | 直播                | 新聞台直播室主播台 （一至五17:30-19:30、 六、日17:00-20:00） 新聞台直播室主播台左邊 （一至五17:00-17:30、六、日20:00-20:30） |
| 18:00 | 直播                | 直播                | 直播                | 直播                | 新聞台直播室主播台 （一至五17:30-19:30、 六、日17:00-20:00） 新聞台直播室主播台左邊 （一至五17:00-17:30、六、日20:00-20:30） |
| 18:30 | 直播                | 直播                | 直播                | 直播                | 新聞台直播室主播台 （一至五17:30-19:30、 六、日17:00-20:00） 新聞台直播室主播台左邊 （一至五17:00-17:30、六、日20:00-20:30） |
| 19:00 | 直播                | 直播                | 直播                | 直播                | 新聞台直播室主播台 （一至五17:30-19:30、 六、日17:00-20:00） 新聞台直播室主播台左邊 （一至五17:00-17:30、六、日20:00-20:30） |
| 19:30 | 無綫7:30 一小時新聞 | 無綫7:30 一小時新聞 | 無綫7:30 一小時新聞 | 無綫7:30 一小時新聞 | 新聞台直播室主播台 （一至五17:30-19:30、 六、日17:00-20:00） 新聞台直播室主播台左邊 （一至五17:00-17:30、六、日20:00-20:30） |
| 20:30 | 直播                | 直播                | 直播                | 直播                | 新聞台直播室主播台中間 |
| 21:00 | 直播                | 直播                | 直播                | 直播                | 新聞台直播室主播台中間 |
| 21:30 | 直播                | 直播                | 直播                | 直播                | 新聞台直播室主播台中間 |
| 22:00 | 直播                | 直播                | 直播                | 直播                | 新聞台直播室主播台中間 |
| 22:30 | 直播                | 直播                | 直播                | 直播                | 新聞台直播室主播台中間 |

## 節目內容
《新聞報道》節目曾包括：
- 重點新聞（Focus）：當天重點新聞。
- 本地新聞（Local）：較次要之本地新聞。
- 社評摘要／報章要聞（Newspaper）（只限上午）：節錄各大報章評論及要聞。
- 國際要聞（International）：較次要之國際新聞。
- 財經消息（Economy）（只限星期一至五及星期六上午）：較重要之財經新聞、報告股市狀況、貨幣兌換價。
- 其他新聞（Others）：星期一至五晚九點後播出《晚間新聞》的專題內容，亦會在翌日播出。《新聞透視》及《星期日檔案》播出當晚會播出節目內容作為新聞播出，而《財經透視》節目內容則在星期六播出。
- 體育新聞（Sports）：報道體育新聞。
- 天氣（Weather）（21:30一節新聞除外，另外腰斬直播並要即時結束該節新聞時亦不會讀天氣）：簡單講述當日天氣情況。部分時段會播出位於尖沙咀星光行攝影機的實時影像。
- 新聞結束（End）：由主播說出此節新聞完畢。如果該節新聞之後是播出《財經多國度》、《中華掠影》、《天氣報告》及《寰宇掠影》，會提醒觀眾收看。而因為《開市第一擊》在《中華掠影》之後播出，所以是不會提醒觀眾收看《開市第一擊》。
如該節新聞是用新聞台直播室，新聞結束會以高空鏡頭作結。如該節新聞是用虛擬演播室，新聞結束時鏡頭亦只會顯示主播的近鏡，或者以高空鏡頭直播無綫將軍澳新聞中心現場情況作結。期間會用名牌（namecard）顯示該節新聞的編導、編輯以及TVB的標誌。

## 場景
每天下午兩點至五點及晚上八點半至十一點會使用虛擬演播室，背景為維多利亞港。其他時段會用新聞台的直播室。

## 收視率
| 日期                  | 平均   | 備註                                      |
| 2019年7月1日          | 13.9點 | 21:30時段最高收視                         |
| 2019年7月7日          | 13.9點 | 21:30時段                                 |
| 2019年7月8日－7月13日 | 1至2點 | 22:00時段                                 |
| 2019年7月14日         | 10.7點 | 22:00時段最高收視                         |
| 2019年8月3日          | 10.6點 | 21:30時段                                 |
| 2019年8月3日          | 12.0點 | 22:00時段                                 |
| 2019年8月3日          | 13.6點 | 22:30時段                                 |
| 2019年8月4日          | 12.2點 | 21:45時段最高收視                         |
| 2019年8月25日         | 9.3點  | 18:00時段，18:15錄得最高收視10.3點        |
| 2019年8月31日         | 8.9點  | 18:15時段                                 |
| 2019年8月31日         | 9.0點  | 20:30至22:30時段，20:45錄得最高收視10.3點 |
| 2019年9月8日          | 5.0點  | 20:30時段                                 |
| 2019年10月1日         | 13.4點 | 18:15時段最高收視                         |